# Richard Mandelík
Richard Mandelík (* 17. dubna 1953) je bývalý český politik, v 90. letech 20. století poslanec České národní rady a Poslanecké sněmovny za ODS a jeden z iniciátorů vzniku polistopadové sítě kampeliček.

## Biografie
V roce 1992 se uvádí jako předseda okresního sdružení ODS Litoměřice. Profesně se uvádí jako stavař, bytem Štětí-Hněvice. Ve volbách v roce 1992 byl zvolen do České národní rady za ODS (volební obvod Severočeský kraj). Zasedal v rozpočtovém výboru.
Od vzniku samostatné České republiky v lednu 1993 byla ČNR transformována na Poslaneckou sněmovnu Parlamentu České republiky. Zde setrval do sněmovních voleb v roce 1996. V červnu 1994 oznámil, že v poslaneckém klubu ODS je skupina asi jedenácti poslanců, kteří mají odlišný názor na zřízení senátu a na provedení restitucí židovského majetku než vedení strany a kteří tvoří konzervativní frakci občanských demokratů. Toto křídlo se ale výrazněji neprosadilo. Sám Mandelík po několika dnech popřel, že by mluvil o existenci frakce v ODS, jen prý obecně hodnotil názorová křídla ve straně.
V sněmovních volbách roku 1996 neúspěšně kandidoval za ODS. Pak se nechal slyšet, že uvažuje o kandidatuře do senátu a že se bude angažovat v oblasti spotřebních a úvěrových družstev. Uvádí se tehdy jako předseda Svazu českých a moravských spořitelních a úvěrních družstev. V roce 1999 je zmiňován na postu prezidenta České asociace záložen.
V roce 1998 přešel do nově vzniklé Unie svobody a uvádí se jako spoluautor jejího komunálního programu. Za Unii svobody neúspěšně kandidoval v komunálních volbách roku 1998 do zastupitelstva hlavního města Praha.